# Dick Cavett
Richard Alva "Dick" Cavett (Gibbon, 19 de novembro de 1936) é um ex-apresentador de televisão norte-americano.
É graduado pela Faculdade de Arte Dramática da Universidade de Yale. Foi roteirista do programa The Tonight Show ao mesmo tempo em que iniciava sua carreira em comédia stand-up.
Em 1968 iniciou seu próprio programa, o The Dick Cavett Show pela rede ABC. Era um programa de entrevistas com várias personalidades, especialmente do mundo artístico, que foi premiado duas vezes, em 1972 e 1974, com o Emmy.
Cavett admite abertamente que sofre de transtorno bipolar.